# Visingsö
Visingsö je ostrov v jižní polovině jezera Vättern ve Švédsku.
Ostrov leží 30 kilometrů severně od města Jönköping a 6 kilometrů západně od Gränny. Ostrov je dlouhý 14 kilometrů a široký 3 kilometry s celkovou rozlohou 24 km².
Podle pověsti obr Vist vytvořil ostrov Visingsö tím, že hodil do jezera kus půdy, aby ho jeho žena mohla použít k překročení jezera.

## Historie

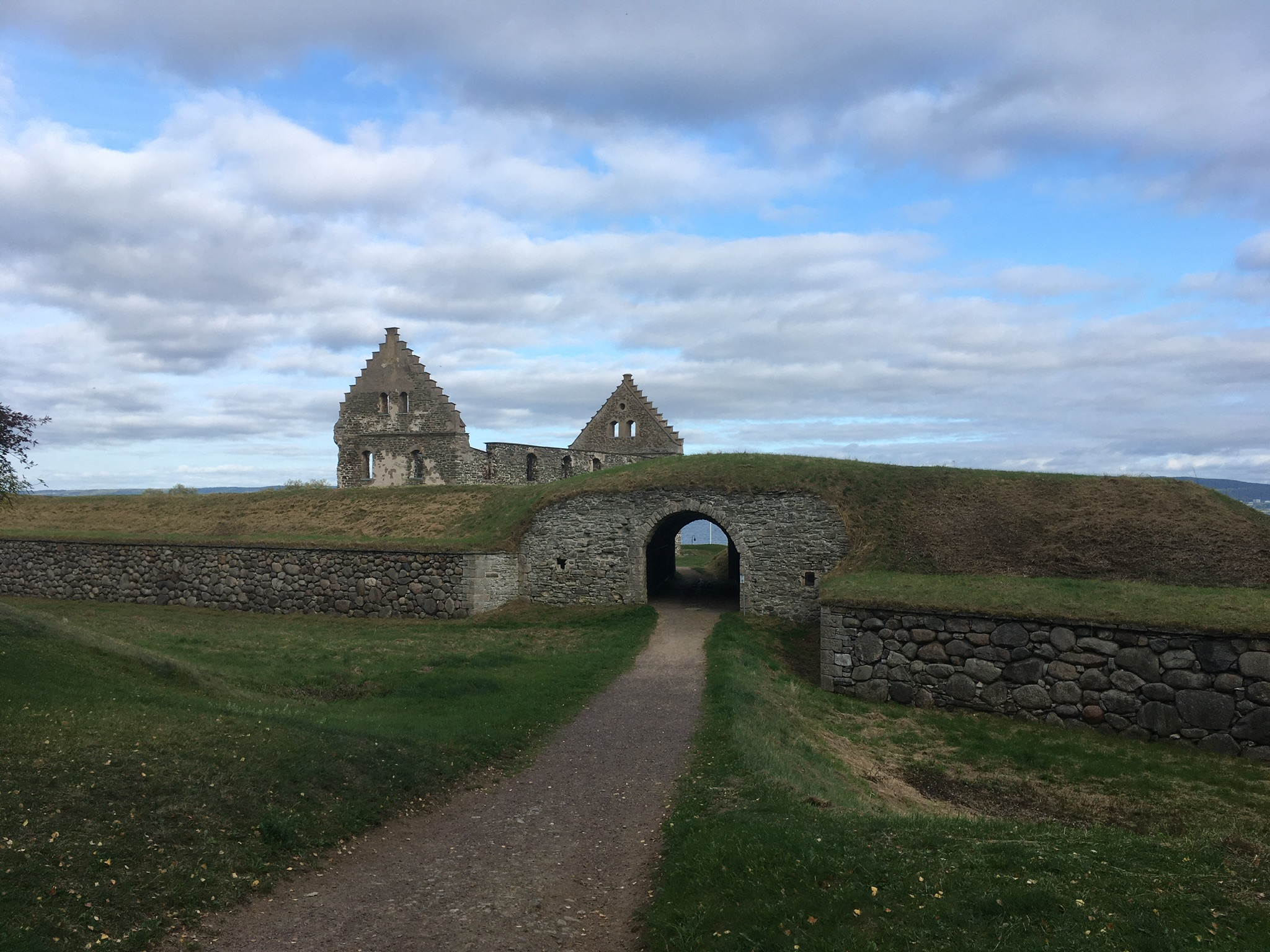
Hrad Visingsborg

Ve 12. a 13. století byl zámek Näs na jižním konci ostrova Visingsö sídlem švédské monarchie. Na tomto místě zemřeli čtyři švédští králové: Karel VII. Švédský, Erik X. Knutsson, Jan I. Sverkersson a Magnus III. Švédský. Zámek Näs i Visingsborg jsou v současnosti ruiny a známé památky města Visingsö.

## Podnebí
Visingsö má oceánské klima (Köppen Cfb), ovlivněné jeho polohou uprostřed hlubokého jezera. V důsledku Vätternovy hloubky se v zimě snaží zamrznout, protože okolní pevnina je chladnější, zatímco v létě zůstává teplota jezera poměrně chladná. Relativní teplo na ostrově Visingsö v létě je výsledkem toho, že jezero Vättern je relativně úzké, což vede k tomu, že teplý vzduch z pevniny je jen mírně temperovaný. Teploty pod - 10 °C v zimě nejsou příliš časté kvůli otevřené vodě zmírňující extrémy. Navzdory chladnému podnebí má Visingsö teplejší léta než celý ostrov Irsko i Velká Británie. Studená povrchová voda přesto umožňuje v extrémních případech mrazy až do května. Visingsö je po většinu roku velmi suchý, ačkoli léta mohou být relativně mokrá.

## Geologie
Visingsö je dlouhodobě zajímavý pro geology kvůli vývoji sedimentární řady hornin (které se nacházejí i kolem jezera Vättern, zejména na západní straně). Okolní horniny jsou do značné míry starší „smålandské žuly“ ze smíšených žulových kompozic. Skupina Visingsö má tloušťku přibližně 1 km a je rozdělena do tří částí. Ze skupiny bylo získáno velké množství pozdních předkambrických fosilií, včetně stromatolitů, vasovitých mikrofosilů, akritarchů a makro fosilií, jako je Tawuia. Sedimenty skupiny Visingsö byly zachovány v grabenní struktuře jezera Vättern.